# 萨格旬人

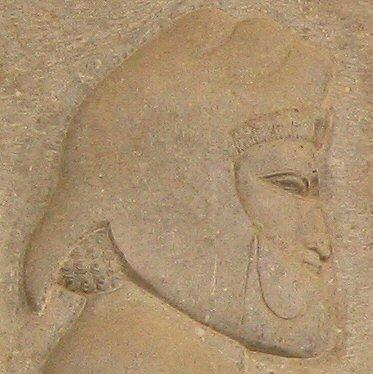
波斯波利斯阿帕达纳宫上有关萨格旬人的浮雕

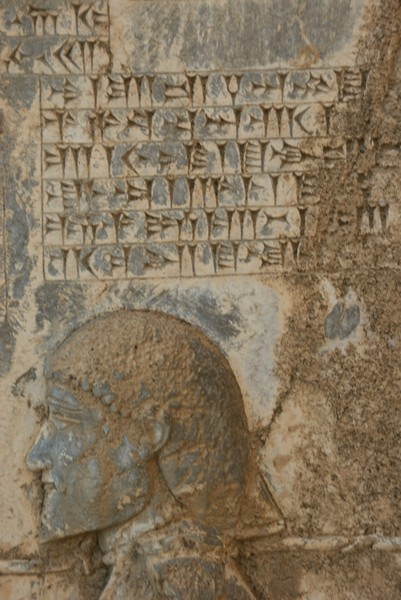
贝希斯敦铭文上有关特里坦泰赫梅斯浮雕。上面的铭文写到：这是特里坦泰赫梅斯。他撒谎说“我是萨格旬人的王，出身于基亚克萨雷斯的家族。”

萨格旬人（拉丁語：Sagartii;古希臘語：萨加蒂奥伊；古波斯语: 𐎠𐎿𐎥𐎼𐎫𐎡𐎹 Asagartiya “Sagartian”；埃兰语：𒀾𒐼𒋼𒀀𒋾𒅀 Aš-šá-kar-ti-ia ，巴比伦语：𒆳𒊓𒂵𒅈𒋫𒀀𒀀 KUR Sa-ga-ar-ta-aa ）是一个古老的伊朗部落，居住在伊朗高原。他们的确切属地未知，但他们可能是生活在伊朗东北部的帕提亚人的邻居。根据希腊历史学家希罗多德 (1.125, 7.85) 的说法，他们与波斯人（生活在伊朗西南部）有亲戚关系，但他们也可能在某个时期与米底人（生活在伊朗西北部）结成政治联盟（J. van Wesendonk in ZII 9, 1933, pp.23f）。托勒密（6.2.6）认为他们来自米底亚，而拜占庭的斯蒂芬努斯则认为里海有一个名叫萨加蒂亚的半岛，那里才是萨格旬人的发源地。萨格旬人是游牧民族，主要使用的武器是套索（希罗多德7.85）。
目前尚不清楚他们是否与亚述国王萨尔贡二世提到的，公元前8世纪末居住于扎格罗斯山脉北部的齐基尔提人是同一个部族。萨格旬人曾经协助米底国王基亚克萨雷斯攻克尼尼微，这之后米帝国王可能把阿尔贝拉地区作为奖励赠予给了他们。
根据希罗多德（3.93）的说法，萨格旬人属于阿契美尼德帝国的第14税收行省。而在波斯波利斯的阿帕达纳宫的浮雕上出现的众多供奉贡品的使团中，也出现了萨格旬人的身影。希罗多德在他的著作的第七卷中还提到，公元前480年希波战争期间，萨格旬人为波斯国王薛西斯一世的大军提供了8000名骑兵。